# Tõnu Õim
Tõnu Õim (* 16. Juni 1941 in Raasiku) ist ein estnischer Schachmeister und sowohl der 9. als auch der 14. Fernschachweltmeister.

## Leben
Õim studierte Sport in Moskau mit Abschluss 1975 und arbeitete als Haupttrainer in der Schachsektion des Komitees für Sport in Tallinn.

## Nahschach
Õim spielte erfolgreich Nahschach vor seiner Fernschachkarriere. 1959 wurde er Estlands Jugendmeister. 1967 belegte er Platz 2 bei der Herrenmeisterschaft von Estland. Im gleichen Jahr wurde er Zweiter außer Konkurrenz bei der lettischen Einzelmeisterschaft und nahm an der 35. UdSSR-Meisterschaft in Charkiw teil.

## Fernschach
Seit 1963 widmet er sich dem Fernschach, als er in Länderkämpfen für Estland eingesetzt wurde. Später nahm er an der 7. Schacholympiade und an der Europa-Mannschaftsmeisterschaft teil. 1975 wurde er Internationaler Meister, 1981 erhielt er den Titel eines Fernschach-Großmeisters, bei der 9. Fernschachweltmeisterschaft (ausgetragen 1977 bis 1982) wurde er Weltmeister (13 von 16 Punkten), bei der 12. WM belegte er Rang 6. 1991 gewann er das Axelson-Gedenkturnier. Er gewann auch die 14. Weltmeisterschaft, ausgetragen 1994 bis 1999, und war damit der erste Spieler, der zweimal den Weltmeistertitel im Fernschach erringen konnte.